# Lotte Stam-Beese
Charlotte (Lotte) Ida Anna Stam-Beese (née à Reisicht, Province de Silésie, le 28 janvier 1903 et décédée à Krimpen aan den IJssel, le 16 novembre 1988) est une architecte et urbaniste néerlandaise qui, au cours de la reconstruction après la Seconde Guerre mondiale, a apporté une contribution importante à la conception de diverses zones résidentielles de Rotterdam. Elle a également eu une activité de photographe durant ses années au Bauhaus.

## Biographie

### Jeunesse
Lotte Beese a grandi à Reisicht qui est alors en Empire allemand. 
Après ses examens de fin d'études en 1921, elle suit des cours de sténographie et de dactylographie pour pouvoir voyager dans toute l'Allemagne. Deux ans plus tard, elle arrive aux « Deutsche Werkstätten Hellerau» (ateliers allemands) dans le quartier de Hellerau à Dresde où elle rencontre d'anciens étudiants du Bauhaus qui la convainquent d'y étudier.  

### Formation au Bauhaus
Après une longue maladie, elle rejoint finalement le Bauhaus à Dessau en 1926. Elle y suit les cours préliminaires de Josef Albers, Vassily Kandinsky et Joost Schmidt.  
Elle rejoint ensuite l'atelier de tissage dirigé par Gunta Stölzl tout en suivant les cours de surface de Paul Klee et de volumes, matériel et espace de László Moholy-Nagy.  
Elle commence à prendre des photos avec un appareil Leica de seconde main. Elle fait essentiellement des portraits, avec souvent une préférence pour les poses inhabituelles en gros plan,,.  
À la fin du semestre de 1927/28, la jeune étudiante a rempli toutes les conditions requises pour pouvoir passer au Département d'architecture, ouvert en 1927, et elle est la toute première femme à étudier avec Hannes Meyer - qui a des doutes sur sa capacité à exercer le métier d'architecte de façon autonome-  et, plus tard, avec Hans Wittwer (de). En plus de l'architecture, elle apprend également les bases de la statique, des matériaux de construction, de la construction, de la technologie de chauffage et de la planification urbaine.  
La relation amoureuse de Lotte Beese avec Hannes Meyer complique considérablement son cursus. Meyer est devenu entre-temps directeur de Bauhaus, il est marié et père de deux enfants par ailleurs. Cette relation affichée nuit à sa réputation, sa carrière et sa position au Bauhaus. Il demande à Lotte Beese d'arrêter sa formation au Bauhaus et l'aide à trouver des emplois,.

### Carrière d'architecte

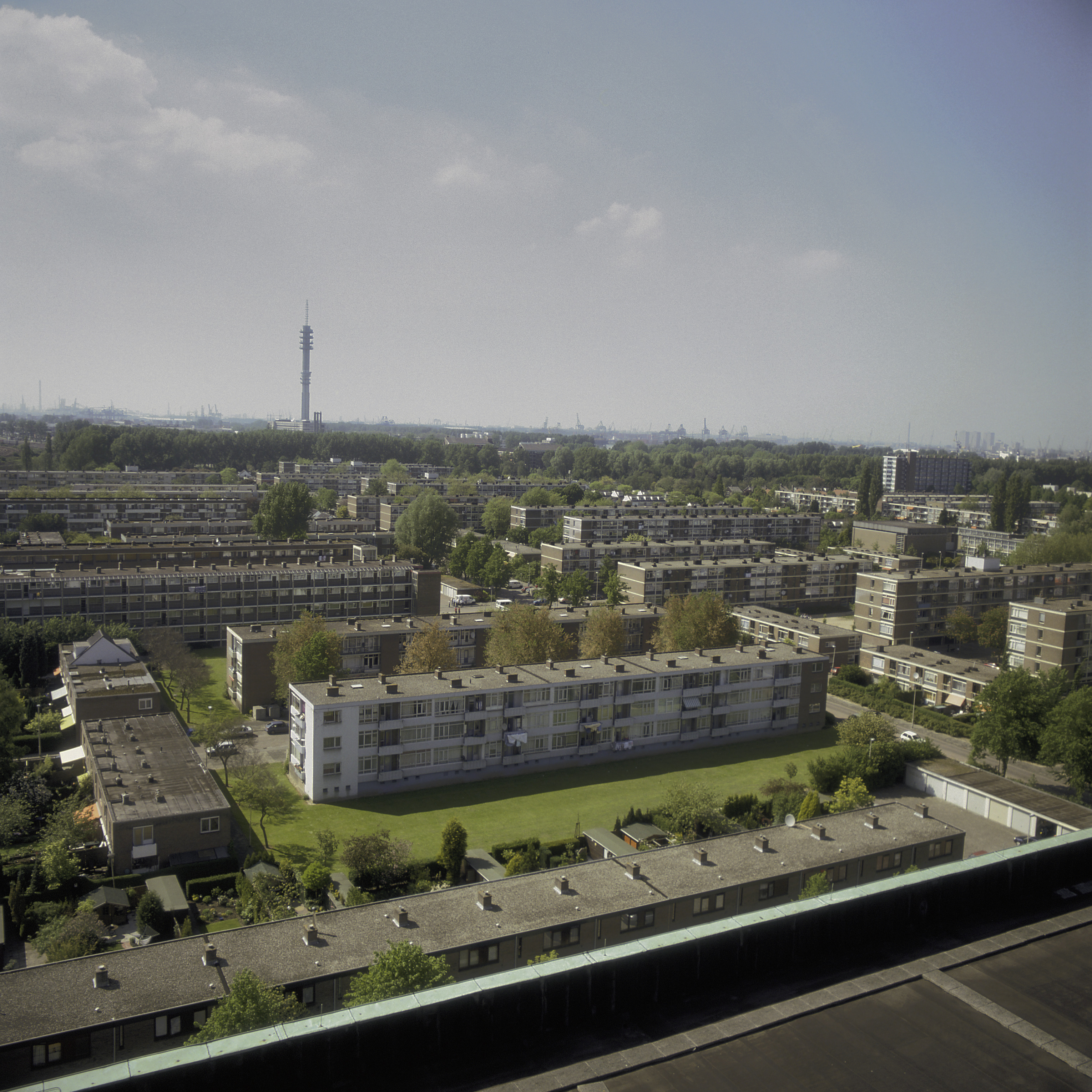
Le quartier de la reconstruction de Pendrecht en 2002. Photographe Thea van den Heuvel, Collection Agence du patrimoine culturel des Pays-Bas, objet numéro 413.323

Elle quitte le Bauhaus le 1er janvier 1929, sans diplôme. Elle travaille d'abord dans le bureau d'architecte de Hannes Meyer à Berlin mais n'y est pas satisfaite, puis chez les architectes Hugo Häring encore à Berlin et Bohuslav Fuchs (de) à Brno (Tchécoslovaquie). 

#### Union soviétique
En 1930, elle part pour l'Union soviétique avec Hannes Meyer mais retourne rapidement à Brno chez Bohuslav Fuchs et y donne naissance à Peter (1931-2000), le fils de Hannes Meyer en 1931.  
Elle devient membre du Parti communiste tchécoslovaque et de l'organisation Levá Fronta ( Front de gauche ) dans laquelle divers artistes s'expriment contre le nazisme. À la suite d'une arrestation, se sentant en danger en Tchécoslovaquie comme en Allemagne, elle décide de repartir pour l'URSS afin d'y participer à la construction de villes socialistes (stotsgorod). 
À Charkov elle travaille pour Giroprad, un bureau d’urbanisme ukrainien et dessine des projets pour le Sotsgorod KhTZ, une grande zone d'habitations pour des travailleurs d'une fabrique de tracteurs, conçue par l'architecte américain Albert Kahn. Elle y est confrontée à une population misérable et affamée en raison de la famine provoquée par la collectivisation forcée de l'agriculture ordonnée par Staline.  
En 1933, elle y retrouve Mart Stam (1899-1986), rencontré lors de son premier séjour. Ils entament une relation amoureuse et partent pour l'Oural mais comme Stam refuse de construire une ville dans une zone fortement polluée par le cuivre au Kazakhstan, ils sont contraints de quitter l'URSS après s'être mariés à Moscou,. 

#### Amsterdam
Mart Stam et Lotte Stam-Beese gèrent ensemble un bureau d'architectes à Amsterdam, « Stam en Beese Architecten », de 1935 à 1941. Ils réalisent également des travaux photographiques, aménagement de magasins, publicité, décoration intérieure, rénovation et construction de meubles. Ils ont une fille, Ariane, née en 1935. 
Lotte Beese conçoit des œuvres graphiques dans le style de la nouvelle objectivité ou de la nouvelle typographie comme la couverture du livre Beter Wonen 1913-1938 (1939) (« Mieux vivre ») et une illustration de ce livre, publié par De Arbeiderspers à l'occasion des 25 ans du Nationale Woningraad (Conseil national du logement). 
Les personnes non diplômées étant alors exclues de l'Association des Architectes Néerlandais, Lotte Beese reprend des études à 37 ans à la Voorbereidend Hoger Bouwkunde Onderricht  (VHBO - Enseignement préparatoire à l'architecture ) à Amsterdam et obtient son diplôme en 1945.  

#### Rotterdam
Désormais séparée de Stam, Lotte Stam-Beese travaille, de 1946 à 1968, comme architecte de l'urbanisme, puis comme architecte en chef, pour l'Agence pour le développement urbain et la reconstruction de Rotterdam, ville qui a été lourdement bombardée en 1940. Elle est l’une des rares femmes à avoir apporté une contribution aussi considérable à la reconstruction. Lotte Stam-Beese travaille dans plusieurs quartiers de logement sociaux autour de la ville, notamment Kleinpolder (1946-1952), Pendrecht (1948-1952), Westpunt (nl) à Hoogvliet (1956- 1957), het Lage Land (nl) (1961-1962) et Alexanderpolder / Ommoord (nl) (1957-1971),.  
Pendrecht (nl) est son projet le plus remarquable, réalisé avec les architectes de l'association "Opbouw" (Reconstruction). Il a été présenté aux Congrès Internationaux d'Architecture Moderne. L’objectif principal est d'organiser 6 300 logements selon des catégories spatiales : logement, unité d'habitation, quartier et ville. Lotte Beese configure une place sans trafic automobile délimitée par quatre quartiers. L'idée est de promouvoir une société égalitaire et inclusive, une société où chaque individu fait partie d’une collectivité plus grande. La diversité des résidents d'un petit district doit être représentative d'une société ouverte et démocratique. Au cours des décennies suivantes, le principe de l'unité de voisinage est abandonné et de grandes parties de Pendrecht ont été modifiées ou démolies,.  
Après Pendrecht, elle conçoit des quartiers pour Hoogvliet puis les zones résidentielles Het Lage Land et Ommoord, le premier quartier composé principalement de gratte-ciel aux Pays-Bas et le Bijlmer d'Amsterdam.
Lotte Stam-Beese quitte l'Agence pour le développement urbain et la reconstruction de Rotterdam en 1968 mais continue à travailler à temps partiel pendant trois ans encore.
À partir de 1971, alors qu’elle est à la retraite, elle s’emploie à concevoir des jardins pour ses amis et ses connaissances.  
Lotte Stam-Beese décède à l'âge de 85 ans, le 18 novembre 1988, dans la maison de la digue de Krimpen aan den IJssel, reconstruite selon ses instructions.  
Les Pays-Bas l'ont honorée en lui attribuant la Médaille Wolfert van Borselen en 1968 et en la nommant Chevalier de l'ordre d'Orange-Nassau. En 1992, Rotterdam a donné son nom à une rue.

### Activité de photographe
Avant de commencer sa carrière d'architecte, Beese était une photographe à succès. Bien qu'elle n'ait travaillé professionnellement avec ce médium que pendant une courte période de 1926 à 1928, son travail a eu un impact important et fait maintenant partie des collections du Museum of Modern Art de New York. 